# (20153) 1996 TC8
1996 تي سي 8 (ويعرف أيضًا باسم (20153) 1996 تي سي 8 وفق تسمية الكوكب الصغير) (بالإنجليزية: 1996 TC8)‏ هو كويكب ضمن حزام الكويكبات؛ وترتيبه 20153 من حيث الاكتشاف.
اكتُشف هذا الجُرم الفلكي بواسطة Dennis di Cicco ‏ في 12 أكتوبر 1996.

## وصلات خارجية
- (20153) 1996 TC8 في قاعدة بيانات مختبر الدفع النفاث لأجرام النظام الشمسي الصغيرة

- الاكتشاف · مخطط المدار ·  العناصر المدارية · المعلمات المادية

- (20153) 1996 TC8 على موقع ويكي سكاي: DSS2, SDSS, GALEX, IRAS, Hydrogen α, X-Ray, Astrophoto, Sky Map, Articles and images